# ديل مارتن وفيلس ليون

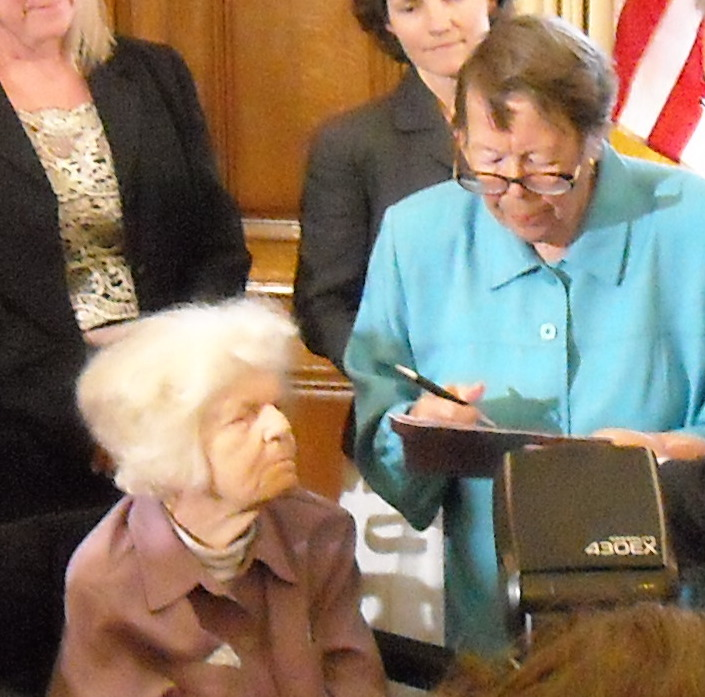
زواج ديل مارتن وفيلس ليون

دوروثي لويز تاليافيرو «ديل» مارتن (5 مايو 1921 - 27 أغسطس 2008) وفيلس آن ليون (10 نوفمبر 1924 - 9 أبريل 2020) زوجتان مثليتان وناشطتان معروفتان في مجال النسوية وحقوق المثليين.
التقت مارتن ليون عام 1950 وأصبحتا عشيقتين عام 1952، وانتقلتا للعيش معًا في عيد الحب عام 1953 إلى شقة في شارع كاسترو في سان فرانسيسكو. كان قد مضى على علاقتهما ثلاث سنوات عندما شاركتا في تأسيس دوترس أوف بيليتيس (دي أو بي) في سان فرانسيسكو في عام 1955، والتي أصبحت أول منظمة اجتماعية وسياسية للمثليات في الولايات المتحدة. عملت كلتاهما كرئيستين ومحررتين في ذا لادر حتى عام 1963 وحافظتا على مساهمتهما في دي أو بي إلى أن انضمتا إلى المنظمة الوطنية للنساء (إن أو دبليو) كأول زوجتين سحاقيتين تقومان بذلك.
عملت كلتا المرأتين على تشكيل المجلس المختص بشؤون الدين والمثلية الجنسية (سي آر إتش) في شمال كاليفورنيا لإقناع الوزراء بقبول المثليين في الكنائس، واستخدمتا نفوذهما للحد من تجريم المثلية الجنسية في أواخر الستينيات وأوائل السبعينيات. أصبحتا ناشطتين سياسيًا في أول منظمة سياسية للمثليين في سان فرانسيسكو وهي نادي أليس ب.توكلاس الديمقراطي للمثليين، الذي ترك أثرًا على العمدة آنذاك ديان فاينشتاين، الذي قام نتيجةً لذلك برعاية مشروع قانون على مستوى المدينة للحد من التمييز الممارس ضد المثليين على مستوى التوظيف.
تزوجتا في 12 فبراير عام 2004، إذ كان زفافهما أول زفاف مثليين يُقام في سان فرانسيسكو، وذلك بعد أن أمر العمدة كاتب المدينة أن يمنح تراخيص زواج لزواج المثليين، إلا أن هذا الزواج قد أبطل من قبل المحكمة العليا في كاليفورنيا في 12 أغسطس عام 2004. تزوجتا مرة أخرى في 16 يونيو عام 2008، وكان أول زواج مثليين يحصل في سان فرانسيسكو بعد قرار المحكمة العليا في كاليفورنيا بخصوص حالات الزواج من جديد الذي صدق على زواج المثليين. بعد شهرين في 27 أغسطس 2008، توفيت مارتن في سان فرانسيسكو نتيجة مضاعفات كسر في عظم الذراع، وذلك بعد شهرين من الزواج. توفيت ليون في 9 أبريل عام 2020.

## ديل مارتن
ولدت ديل مارتن باسم دوروثي لويز تاليافيرو في 5 مايو 1921 في سان فرانسيسكو. كانت أول طالب يلقي خطابًا عن تخرجه، وذلك عندما تخرجت من ثانوية مدرسة جورج واشنطن الثانوية. ارتادت جامعة كاليفورنيا في بيركلي وكلية ولاية سان فرانسيسكو، حيث درست الصحافة، ونالت درجة دكتوراه في الآداب من معهد الدراسات المتقدمة في الجنسانية البشرية. تزوجت جيمس مارتن، ودام هذا الزواج أربع سنوات واحتفظت باسمه بعد طلاقهما. أنجبا ابنة واحدة، كندرا مون. توفيت مارتن في 27 أغسطس 2008 في دار رعاية تابع لمشفى جامعة كاليفورنيا في سان فرانسيسكو، نتيجة اختلاطات كسر عظم الذراع، إذ كانت تبلغ من العمر 87 عامًا، وكانت زوجتها فيلس إلى جانبها. أمر رئيس بلدية سان فرانسيسكو جافين نيوسوم برفع الأعلام في قاعة المدينة على السواري تكريمًا لها. في عام 1977، أصبحت مارتن زميلة في معهد المرأة لحرية الصحافة (دبليو آي إف إي)، وهي منظمة نشر أمريكية غير ربحية. تعمل المنظمة على زيادة التواصل بين النساء وربط العامة بأشكال وسائل الإعلام التي تستند إلى النساء.
كانت مارتن أيضًا واحدة من مؤسسي اتحاد الأمهات السحاقيات.

## وصلات خارجية
- Del Martin في قاعدة بيانات الأفلام على الإنترنت
- Phyllis Lyon في قاعدة بيانات الأفلام على الإنترنت